# Federico Burdisso
Federico Burdisso (Pavia, 20 settembre 2001) è un nuotatore italiano.

## Biografia
Fa parte del Mount Kelly Swimming, dove è allenato dalla ex nuotatrice in acque libere britannica Emma Collings-Barnes. All'età di soli 16 anni ha conquistato la medaglia di bronzo nei 200 metri farfalla agli europei di Glasgow 2018.
Nel 2019 si è classificato quarto nei 200 metri farfalla ai mondiali di Gwangju, stabilendo il nuovo record italiano della specialità col tempo di 1'54"39. Nel 2021 ha conquistato la medaglia d'argento nei 200 metri farfalla ai campionati europei disputati a Budapest, abbassando nell'occasione a 1'54"28 il record italiano sulla distanza da lui già detenuto.
Nel 2021, alle Olimpiadi di Tokyo, ha vinto due medaglie di bronzo, nei 200 metri farfalla e nella 4x100 metri misti. Ai mondiali di Budapest 2022 ha vinto la medaglia d'oro nella staffetta 4x100 metri misti, siglando anche il nuovo record europeo con il crono di 3'27"51.
Nel 2024 fallisce l'obiettivo di partecipare alle Olimpiadi di Parigi.

## Palmarès
- Giochi olimpici

Tokyo 2020: bronzo nei 200m farfalla e nella 4x100m misti.
- Mondiali

Budapest 2022: oro nella 4x100m misti.
Doha 2024: bronzo nella 4x100m misti.
- Europei

Glasgow 2018: bronzo nei 200m farfalla
Budapest 2020: argento nei 200m farfalla e bronzo nella 4x100m misti.
Roma 2022: oro nella 4x100m misti.
- Olimpiadi giovanili

Buenos Aires 2018: bronzo nei 100m farfalla, nei 200m farfalla e nella 4x100m sl.
- Mondiali giovanili

Indianapolis 2017: bronzo nella 4x100m misti.
Budapest 2019: argento nei 100m farfalla, bronzo nei 200m farfalla, nella 4x100m sl e nella 4x100m sl mista.
- Europei giovanili

Netanya 2017: oro nella 4x100m misti e argento nei 200m farfalla.
Helsinki 2018: argento nei 200m farfalla e nella 4x100m sl, bronzo nei 100m farfalla e nella 4x100m misti.
- Festival olimpico della gioventù europea

Győr 2017: oro nei 50m sl e nei 200m farfalla, argento nella 4×100m sl e nella 4×100m sl mista, bronzo nei 100m farfalla e nella 4×100m misti.

### Campionati italiani
14 titoli individuali e 2 in staffetta, così ripartiti:
- 1 titolo individuale nei 50 m farfalla
- 4 titoli individuali nei 100 m farfalla
- 9 titoli individuali nei 200 m farfalla
- 1 titolo in staffetta nella 4x200 m stile libero
- 1 titolo in staffetta nella 4x100 m misti

| Anno | Edizione    | farfalla 50 m | farfalla 100 m | farfalla 200 m | stile libero 4x100 m | stile libero 4x200 m | misti 4x100 m |
| ---- | ----------- | ------------- | -------------- | -------------- | -------------------- | -------------------- | ------------- |
| 2017 | Invernali   | -             | 3              | -              | -                    | -                    | -             |
| 2018 | Primaverili | -             | 3              | 1              | -                    | -                    | -             |
| 2018 | Invernali   | -             | -              | 1              | -                    | -                    | -             |
| 2019 | Primaverili | -             | 3              | 1              | -                    | -                    | -             |
| 2019 | Invernali   | -             | 3              | 1              | -                    | -                    | -             |
| 2020 | Estivi      | -             | 1              | 1              | -                    | -                    | -             |
| 2020 | Invernali   | -             | 2              | -              | -                    | -                    | -             |
| 2021 | Primaverili | -             | 2              | 1              | -                    | -                    | -             |
| 2022 | Primaverili | -             | 2              | 3              | 3                    | 1                    | 3             |
| 2022 | Estivi      | -             | 1              | 1              | -                    | -                    | -             |
| 2023 | Primaverili | 1             | 1              | 2              | 2                    | 2                    | 3             |
| 2023 | Invernali   | -             | 2              | 1              | -                    | -                    | -             |
| 2024 | Invernali   | -             | -              | 1              | -                    | -                    | -             |
| 2025 | Primaverili | 2             | 1              | -              | -                    | -                    | 1             |